# Rowlandius naranjo
Rowlandius naranjo är en spindeldjursart som först beskrevs av Armas och Abud Antun 1990.  Rowlandius naranjo ingår i släktet Rowlandius och familjen Hubbardiidae. Inga underarter finns listade i Catalogue of Life.